# 康格雷帕克共产党
康格雷帕克共产党（英語：Kangleipak Communist Party，缩写为KCP）是印度曼尼普尔邦的一个非法的共产主义政党。该党成立于1980年4月14日。自1980年代以来，该党一直致力于反抗印度政府、争取曼尼普尔独立的武装斗争。该党的意识形态是共产主义、马克思列宁毛主义。该党的政治立场是极左翼。该党的主席是伊邦戈·南冈姆。该党有3支下属游击队。该党得名于“曼尼普尔”的古称“康格雷帕克”。目前，该党已分裂为至少12个派系，包括伊邦戈·南冈姆领导的康格雷帕克共产党（马克思主义—毛主义）（这一支被视为康格雷帕克共产党的主流派）和曼尼普尔毛主义共产党。